# La Mission (film, 2020)
Pour les articles homonymes, voir La Mission et News of the World.
Pour plus de détails, voir Fiche technique et Distribution.
La Mission (News of the World) est un film américain réalisé par Paul Greengrass, sorti en 2020. Il s'agit d'une adaptation cinématographique du roman Des nouvelles du monde (en) de Paulette Jiles (en) publié en 2016.

## Synopsis
En 1870, le capitaine texan Jefferson Kyle Kidd se rend de ville en ville pour informer les populations locales reculées. Il leur transmet les informations parues dans les journaux en les lisant à haute voix. Un jour, il rencontre une petite fille blanche âgée de dix ans rescapée. Autrefois, enlevée  par des Kiowas qui ont massacré sa famille. Elle est restée captive avec eux pendant six ans, elle n'est plus capable de parler l'anglais et parle uniquement le kiowa ou l’allemand qui est sa langue natale.
Le capitaine, d’abord réticent, va être entraîné dans des péripéties afin de la ramener auprès du reste de sa famille qui sont dans une région du Sud.
Passant par le Texas après la fin de la guerre de sécession les tensions sont palpables entre les Texans et les Indiens.
Le chemin va être long et va durer des semaines. Mais après moult péripéties, le capitaine retrouvera sa famille et partira ensuite pour retrouver la tombe de sa défunte femme qu’il n’a pas pu revoir depuis la guerre. Celle-ci étant morte durant la guerre alors qu’il était au combat.

## Fiche technique
Sauf indication contraire, les informations mentionnées dans cette section peuvent être confirmées par la base de données cinématographiques IMDb,  présente dans la section « Liens externes ».
- Titre original : News of the World
- Titre français et québécois : La Mission
- Réalisation : Paul Greengrass
- Scénario : Luke Davies et Paul Greengrass, d'après le roman Des nouvelles du monde (en) de Paulette Jiles (en)
- Musique : James Newton Howard
- Décors : David Crank
- Costumes : Mark Bridges
- Photographie : Dariusz Wolski
- Montage : William Goldenberg
- Production : Gary Goetzman, Gregory Goodman, Tom Hanks et Gail Mutrux
  - Production déléguée : Tore Schmidt et Steve Shareshian
- Sociétés de production : Perfect World Pictures et Playtone
- Sociétés de distribution : Universal Pictures (États-Unis et France) ; Netflix
- Pays de production :  États-Unis
- Langues originales : anglais, kiowa et allemand
- Format : couleur — 2,35:1
- Genre : western, drame, aventures
- Durée : 119 minutes
- Dates de sortie[1] :
  - États-Unis : 25 décembre 2020
  - France : 10 février 2021 (sur Netflix)

## Distribution
- Tom Hanks (VF : Jean-Philippe Puymartin ; VQ : Bernard Fortin) : le capitaine Jefferson Kyle Kidd
- Helena Zengel (VF : elle-même) : Johanna Leonberger
- Michael Angelo Covino (VF : Félicien Juttner ; VQ : Jean-François Beaupré) : Almay
- Ray McKinnon (VF : Laurent Natrella ; VQ : François Trudel) : Simon Boudlin
- Mare Winningham (VF : Catherine Le Hénan ; VQ : Anne Bédard) : Doris Boudlin
- Elizabeth Marvel (VF : Sylvia Bergé ; VQ : Valérie Gagné) : Mme Gannett
- Fred Hechinger (VF : Mohamed Belhadjine ; VQ : Louis Lacombe-Petrowski) : John Calley
- Thomas Francis Murphy (VF : Jean-Claude Leguay) : Merritt Farley
- Gabriel Ebert (VF : Guillaume Pottier ; VQ : Benoît Rousseau) : Benjamin Farley
- Neil Sandilands (VF : Jochen Haegele) : Wilhelm Leonberger
- Winsome Brown (VF : Andrea Schieffer) : Anna Leonberger
- Bill Camp (VF : Bruno Abraham-Kremer ; VQ : Jean-François Blanchard) : Monsieur Branholme
- Chukwudi Iwuji : Charles Edgefield

 Source et légende : version québécoise (VQ) sur Doublage.qc.ca

## Production
En mai 2017, Fox 2000 Pictures acquiert les droits de distribution du roman Des nouvelles du monde (en) de Paulette Jiles (en), publié en 2016. Luke Davies est chargé d'écrire le scénario alors que Tom Hanks tiendra le rôle principal. En février 2019, Paul Greengrass est choisi pour réaliser le film. Il retrouve ainsi Tom Hanks qu'il a dirigé dans Capitaine Phillips (2013).
À la suite de l'acquisition de 21st Century Fox par Disney, le projet est repris par Universal Pictures en avril 2019. En août 2019, Helena Zengel, Michael Covino ou encore Fred Hechinger rejoignent notamment la distribution,,.
Le tournage débute le 2 septembre 2019 à Santa Fe au Nouveau-Mexique.

## Sortie
La Mission sort sur Netflix le 25 décembre 2020 aux États-Unis. Il sort en France le 10 février 2021,.

## Distinctions

### Nominations
- Golden Globes 2021 : 
  - Meilleure actrice dans un second rôle pour Helena Zengel
  - Meilleure musique de film
- Oscars 2021 : 
  - Meilleurs décors et direction artistique
  - Meilleure photographie
  - Meilleur son
  - Meilleure musique de film